# Bolitoglossa digitigrada
Bolitoglossa digitigrada es una especie de salamandras en la familia Plethodontidae.
Es endémica del departamento de Ayacucho (Perú).
Su hábitat natural son los pantanos tropicales o subtropicales, los montanos húmedos tropicales o subtropicales y las plantaciones.
Esta especie es endémica de la provincia de Huanta, en la región de Ayacucho, Perú. Sólo se conoce en su localidad tipo entre Pataccocha y San José, a lo largo del río Santa Rosa a algunos kilómetros del río Apurímac. Se recolectó a una altitud de unos 1.000 m.